# Хотепсехемуи
Хетепсехемуи (Хор- Хетепсехемуи) — первый фараон из II династии Раннего царства Древнего Египта, правивший после 2890 до н. э.
Имя «Хетепсехемуи» (Hetepsekhemwy) переводится примерно как «Две миролюбивые мощи (символ господства)». Имя Небти было — Хотеп (миролюбивый), Личное имя этого фараона известно из Абидосского списка царей как Беджау (Bedjaw, «Корабельщик»), а из Саккарского и Туринского — как Баунечер (Bawnetjer). Манефон же передаёт его в греческом варианте как Боэтос (Boethos).
Во всяком случае, именно Хотепсехемуи провёл похороны Каа, что свидетельствует об отсутствии насильственного свержения предыдущей династии. Имя Хотепсехемуи было найдено близ мастабы Каа в Абидосе. Сам фараон Хетепсехемуи захоронен в Саккаре.
Имя властителя Хетепсехемуи встречается на различных артефактах в Абидосе, Саккаре и Гизе. На каменных сосудах из его гробницы в Саккаре имя Хетепсехемуи часто встречается с именем его наследника Небра (Ранеба). Известны каменные сосуды, глиняные печати и цилиндры из кости с его именем.
Хотя о правлении Хетепсухемуи практически ничего не известно, согласно Манефону, Боэтос правил целых 38 лет.

## Период правления
О правлении Хетепсухемуи мало что известно. Современные находки показывают, что данный фараон, возможно, стал правителем после небольшого конфликта за власть. Между Птицей и Сенеферкой уже существовала борьба, а Хетепсухемуи пошёл войной против обоих и одержал победу. В качестве доказательства египтологи, Вольфганг Хельк, Дитрих Вильдунг и Джордж Рейснер, указывают на гробницу фараона Каа, которая была разграблена в конце Первой Династии, но восстановлена во время правления Хетепсухемуи. Разграбление гробницы и исключительно мирное значение имени Хетепсухемуи в восстановлении могут быть намеками на династическую борьбу. Кроме того, Хельк предполагает, что фараоны Птица и Снеферка были вычеркнуты из более поздних списков фараонов, потому что их поражение в борьбе за египетский престол стало фактором падением первой династии.
Иероглифы на одном из артефактов свидетельствуют о новой резиденции фараона под названием Яркая Звезда Хора, которая была построена Хетепсухемуи. Он также построил храм близ Буто для малоизвестного божества Нетьере-Ахту и основал часовню белой короны (символа Верхнего Египта). Египтологи, такие как Набиль Свелим, отмечают, что нет надписи о правлении Хетепсухемуи, в которой упоминается Хеб-сед, это указывает на то, что Хетепсухемуи правил не более тридцати лет (Хеб-сед отмечался как юбилей тридцатилетнего царствования). Что противоречит Манефону.
Тот же древнеегипетский историк Манефон назвал Хетепсухемуи Боэтосом и любил говорить, что во время правления этого фараона возле Бубастиса открылась пропасть, в которой погибло много людей. Хотя Манефон писал в III веке до нашей эры - более двух тысячелетий после царствования Хетепсухемуи, - некоторые египтологи считают, что этот анекдот был основан на фактах, так как район близ Бубастиса сейсмически активен.